# Okongo (Wahlkreis)
Der Wahlkreis Okongo ist ein Wahlkreis im Osten der Region Ohangwena im zentralen Norden Namibias. Kreisverwaltungssitz ist Okongo. Im Wahlkreis leben (Stand 2023) 31.750 Menschen auf einer Fläche von 3822 Quadratkilometern. Er ist damit der flächenmäßig größte Wahlkreis der Region.

## Wahlen
| Wahl | Name                 | Partei | Stimmenanteil |
| ---- | -------------------- | ------ | ------------- |
| 1992 |                      |        |               |
| 1998 | Paulus Mwahanyenange | SWAPO  | o. W. 1       |
| 2004 | Paulus Mwahanyekange | SWAPO  | 99,6 %        |
| 2010 | Paulus Mwahanyenange | SWAPO  | 90,9 %        |
| 2015 | Fanuel Ndadi         | SWAPO  | 95,9 %        |
| 2020 | Efraim Lebeus        | SWAPO  | 89,7 %        |